# FHM España
FHM fue una revista masculina mensual que se publica en varios países. Desde marzo de 2004 hasta enero de 2017 se publicó en España.

## Breve historia
En marzo de 2004, salió a la venta el primer número de la edición española, cuya chica de portada fue la modelo y actriz Elsa Pataky y del que se agotó su primera edición.
En enero de 2005, recibió el premio ARI a la Mejor Revista Nueva y en diciembre de 2006, el premio ARI a la Mejor Revista.
En septiembre de 2007, nació la página web de FHM en español. En octubre de 2009, fue la primera revista española pionera en publicar unas imágenes en 3D, fue concretamente su cuadernillo de las 10 finalistas del concurso "Vecinitas 2009". En mayo de 2011, Paco León hizo historia al convertirse en el primer hombre en ser portada de esta revista masculina en la cual estaba acompañado por Kira Miró. La mujer que más veces ocupó la portada de la revista fue Carmen Electra en cuatro ocasiones. Una de las secciones más famosas y de mayor éxito de la revista fue el consultorio sexual y contó con 5 sexólogas de excepción; la ex-actriz porno Celia Blanco, la ex-actriz porno Miriam Sánchez, la actriz porno francesa Virginie Gervais, la finalista del concurso de "Vecinitas de FHM 2008"; Sheila Pascual y por último, "la becaria de la revista" Patricia.
El 21 de febrero de 2017 en la cuenta oficial de Twitter de la revista se publicó el siguiente mensaje: «Todo lo bueno se acaba y tras 13 años y 149 espléndidos números FHM España echa el cierre. ¡Gracias por estar ahí todo este tiempo!».

### Concurso deVecinitas
- 2004 - Mireia Artal (Barcelona).
- 2005 - Beatriz Rodríguez (Albacete).
- 2006 - Ana Alves (Madrid).
- 2007 - Merxe Jimeno (Valencia). (Hasta la fecha de hoy, ha sido la única "Vecinita" en dar el salto a la portada de la revista masculina por excelencia: Playboy en su edición española).
- 2008 - Maribel Sánchez (Barcelona).
- 2009 - Eli Caballero (Barcelona).
- 2010 - Erika Sánchez Franco (Madrid).
- 2011 - Carla Belver Blat (Valencia).
- 2012 - Joanna García (Barcelona).
- 2013 - Cristina Portero (Barcelona).

La finalista del concurso de Vecinitas 2008; la vallisoletana Eva Fernández fue elegida un año después por la marca de lencería Sloggi como la ganadora del concurso "Mejor culo de España 2009".
En junio de 2011, salió a la venta, para conmemorar los siete años de concurso de "Vecinitas", un DVD titulado llamado: "Vecinitas GrandeSEXYtos".

### Las 100 mujeres más sexys del Mundo
Desde el año 2004 hasta el año 2013, se publicó en un suplemento especial de la revista la encuesta de "las 100 mujeres más sexys del Mundo" que son elegidas mediante los votos de los lectores y de los usuarios de la página web de FHM.
- 2004 - Britney Spears.[6]
- 2005 - Elsa Pataky.
- 2006 - Scarlett Johansson.
- 2007 - Elsa Pataky.
- 2008 - Pilar Rubio.
- 2009 - Pilar Rubio.
- 2010 - Megan Fox.
- 2011 - Anna Simon.
- 2012 - Romina Belluscio.
- 2013 - Cristina Pedroche.

La encuesta del año 2009 tuvo cierto protagonismo en los medios de comunicación nacionales debido a la anécdota de que por primera vez, una ministra española estaba presente en la lista de las 100 mujeres más deseadas del mundo, se trataba de la titular de Defensa: Carmen Chacón.
En la encuesta del año siguiente, Belen Esteban fue elegida la 96.ª mujer más sexy del mundo.

### Chicas de portada

#### Año 2004
- N.º 1 - Elsa Pataky.
- N.º 2 - Carmen Electra.
- N.º 3 - Britney Spears.
- N.º 4 - Vania Millán.
- N.º 5 - Paula Vázquez (Meses de julio y agosto).
- N.º 6 - Marta Torné.
- N.º 7 - Las 10 finalistas del concurso "Vecinitas FHM".
- N.º 8 - Alyssa Milano.
- N.º 9 - Mireia Artal.

#### Año 2005
- N.º 10 - Ariadne Artiles.
- N.º 11 - Carmen Electra.
- N.º 12 - Veruska Ramírez.
- N.º 13 - Silvia Fominaya.
- N.º 14 - Mariah Carey.
- N.º 15 - Carmen Alcayde.
- N.º 16 - Pampita.
- N.º 17 - Jenny McCarthy.
- N.º 18 - Alba Molina.
- N.º 19 - Yvonne Scio.
- N.º 20 - Paris Hilton.
- N.º 21 - Beatriz Rodríguez.

#### Año 2006
- N.º 22 - Triana Iglesias.
- N.º 23 - María Bonet.
- N.º 24 - Joanna Krupa.
- N.º 25 - Victoria Silvstedt.
- N.º 26 - Kira Miró.
- N.º 27 - Carolina Cerezuela.
- N.º 28 - Roser.
- N.º 29 - Lucía Lapiedra (Ahora su nombre es Miriam Sánchez).
- N.º 30 - Mónica Estarreado.
- N.º 31 - Paulina Rubio.
- N.º 32 - Jakki Degg.
- N.º 33 -  Ana Alves.

#### Año 2007
- N.º 34 - Triana Iglesias.
- N.º 35 - Amaia Salamanca.
- N.º 36 - Jenna Jameson.
- N.º 37 - Pilar Rubio.
- N.º 38 - Michelle Jenner.
- N.º 39 - Edurne.
- N.º 40 - Carmen Electra.
- N.º 41 - Virginie Gervais.
- N.º 42 - Vanessa Romero.
- N.º 43 - Keeley Hazell.
- N.º 44 - Carolina Cerezuela.
- N.º 45 - Merxe Jimeno.

#### Año 2008
- N.º 46 - Rebecca Loos.
- N.º 47 - Triana Iglesias.
- N.º 48 - Amaia Salamanca.
- N.º 49 - Ana Celia de Armas.
- N.º 50 - Marisa Jara.
- N.º 51 - Pilar Rubio.
- N.º 52 - Edurne.
- N.º 53 - Almudena Cid.
- N.º 54 - Megan Fox.
- N.º 55 - Michelle Jenner.
- N.º 56 - Soraya Arnelas.
- N.º 57 - María Castro.

#### Año 2009
- N.º 58 - Maribel Sánchez.
- N.º 59 - Berta Collado.
- N.º 60 - Paz Vega.
- N.º 61 - Inma Cuesta.
- N.º 62 - Mischa Barton.
- N.º 63 - Pilar Rubio.
- N.º 64 - Kira Miró.
- N.º 65 - Diora Baird.
- N.º 66 - Miriam Giovanelli.
- N.º 67 - Blanca Romero.
- N.º 68 - Elena Furiase.
- N.º 69 - Dafne Fernández (Por primera vez, la ganadora del concurso "Vecinitas" no ocupa la portada de la revista).

#### Año 2010
- N.º 70 - Úrsula Corberó.
- N.º 71 - Melanie Olivares.
- N.º 72 - Cristina Pedroche.
- N.º 73 - Natasha Yarovenko.
- N.º 74 - Edurne.
- N.º 75 - Jessica Alonso.
- N.º 76 - Paula Prendes.
- N.º 77 - Miriam Giovanelli.
- N.º 78 - Adriana Abenia.
- N.º 79 - Kelly Brook.
- N.º 80 - Ana Fernández.
- N.º 81 - Andrea Duro.

#### Año 2011
- N.º 82 - Romina Belluscio.
- N.º 83 - Mariam Hernández.
- N.º 84 - Blanca Suárez.
- N.º 85 - Carla Nieto.
- N.º 86 - Paco León y Kira Miró.
- N.º 87 - Kim Kardashian.
- N.º 88 - Sabrina Garciarena.
- N.º 89 - Miriam Sánchez.
- N.º 90 - Anna Simon.
- N.º 91 - Dafne Fernández.
- N.º 92 - Naya Rivera.
- N.º 93 - Alexandra Stan.

#### Año 2012
- N.º 94 - Úrsula Corberó.
- N.º 95 - Paris Hilton.
- N.º 96 - Taylor Momsen.
- N.º 97 - Leticia Dolera.
- N.º 98 - Avril Lavigne.
- N.º 99 - Katrina Bowden.
- N.º 100 - Cristina Pedroche (Meses de julio y agosto).
- N.º 101 - Nathalia Soliani.
- N.º 102 - Kira Dikhtyar.
- N.º 103 - Paula Prendes.
- N.º 104 - Xenia Deli.

#### Año 2013
- N.º 105 - Talita Correa.
- N.º 106 - Joanna García (Vecinita FHM ganadora de 2012).
- N.º 107 - Brittany Oldehoff.
- N.º 108 - Natalia.
- N.º 109 - Tatiana Cowgirl.
- N.º 110 - Jessica Bueno.
- N.º 111 - Sara Sálamo (Meses de julio y agosto).
- N.º 112 - Arancha Martí.
- N.º 113 - Bárbara González Oteiza y Saúl Craviotto.
- N.º 114 - Kaley Cuoco.
- N.º 115 - Cristina Pedroche.

#### Año 2014
- N.º 116 - Ashley Sky
- N.º 117 - Georgia Salpa
- N.º 118 - Keeley Hazell (Décimo aniversario).
- N.º 119 - Jorgie Porter.
- N.º 120 - Adriana Abenia.
- N.º 121 - Laura Parejo (Un príncipe para...).
- N.º 122 - Carmen Electra. (Meses de julio y agosto)
- N.º 123 - Sergio Llull y Cristina Portero (Vecinita FHM ganadora de 2013).
- N.º 124 - Anna Simon, Santiago Segura, Carlos Areces y Julián López.
- N.º 125 - Muriel Villera.
- N.º 126 - Angeline Suppiger.

#### Año 2015
- N.º 127 - Inna.
- N.º 128 - Mariam Bachir.
- N.º 129 - Noelia López.
- N.º 130 - Georgia Salpa.
- N.º 131 - Natalia Barulich.
- N.º 132 - Yuliya Lasmovich.
- N.º 133 - Gisela (Meses de julio y agosto).
- N.º 134 - Anastasia Ashley.
- N.º 135 - Sweet California.
- N.º 136 - Tania Mer.
- N.º 137 - Grecia Castta.

#### Año 2016
- N.º 138 - Keeley Hazell.
- N.º 139 - Michelle Calvó.
- N.º 140 - Julia Faye West.
- N.º 141 - Mirian Pérez.
- N.º 142 - Tamara Alcañiz.
- N.º 143 - Julieta Miquelarena.
- N.º 144 - Adriana Abenia (Meses de julio y agosto).
- N.º 145 - Instinto Animal - ¡Un especial de belleza salvaje!
- N.º 146 - Tish Linendoll.
- N.º 147 - Laura Gadea.
- N.º 148 - Dalia Elliot.

#### Año 2017
- N.º 149 - Beatriz Luengo.